# Myrmecodesmus
Myrmecodesmus är ett släkte av mångfotingar. Myrmecodesmus ingår i familjen fingerdubbelfotingar.

## Dottertaxa tillMyrmecodesmus, i alfabetisk ordning[1]
- Myrmecodesmus aconus
- Myrmecodesmus adisi
- Myrmecodesmus amplus
- Myrmecodesmus analogous
- Myrmecodesmus atopus
- Myrmecodesmus brevis
- Myrmecodesmus chamberlini
- Myrmecodesmus chipinqueus
- Myrmecodesmus clarus
- Myrmecodesmus colotlipa
- Myrmecodesmus cornutus
- Myrmecodesmus digitatus
- Myrmecodesmus duodecimlobata
- Myrmecodesmus duodecimlobatus
- Myrmecodesmus egenus
- Myrmecodesmus errabundus
- Myrmecodesmus formicarius
- Myrmecodesmus fractus
- Myrmecodesmus gelidus
- Myrmecodesmus hastata
- Myrmecodesmus hastatus
- Myrmecodesmus ilymoides
- Myrmecodesmus inornatus
- Myrmecodesmus minuscula
- Myrmecodesmus minusculus
- Myrmecodesmus modestus
- Myrmecodesmus monasticus
- Myrmecodesmus morelus
- Myrmecodesmus mundus
- Myrmecodesmus obscurus
- Myrmecodesmus orizaba
- Myrmecodesmus potosinus
- Myrmecodesmus sabinus
- Myrmecodesmus sheari
- Myrmecodesmus unicorn